# Amtsgericht Loitz

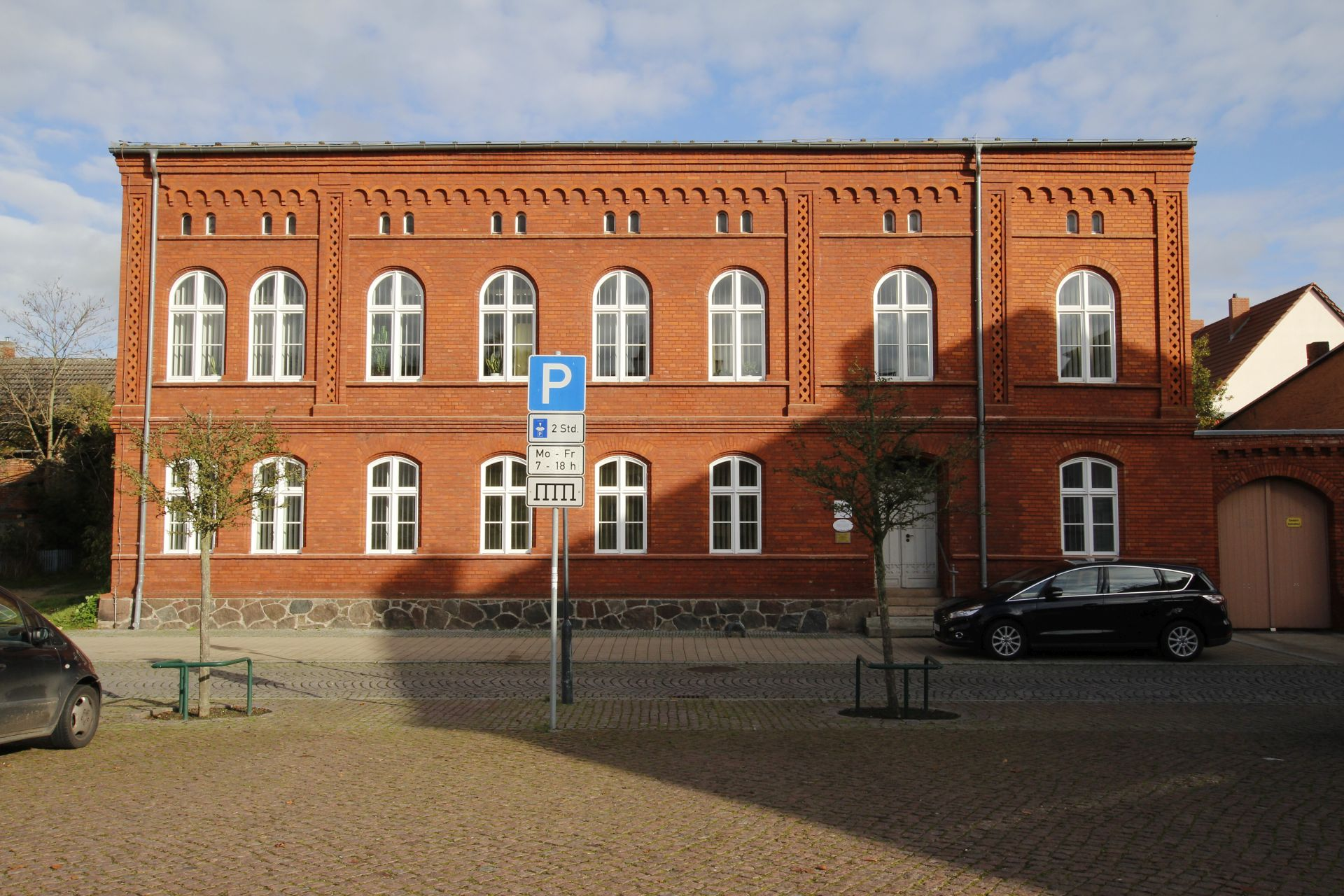
Ehem. Amtsgericht (2017)

Das ehemalige Amtsgericht in Loitz, Marktstraße 157, stammt von etwa 1879. Es ist heute zusammen mit dem Rathaus Loitz Sitz der Verwaltung der Stadt und des 1994 gebildeten Amtes Peenetal/Loitz.
Das Gebäude steht unter Denkmalschutz.

## Geschichte
Die Kleinstadt Loitz hat 4264 Einwohner (2019). Im Jahre 1242 erhielt sie das Stadtrecht, 1299 wurde die Stadtkirche erwähnt und 1314 das ehemalige Schloss Loitz.
Nach der Zeit von Schwedisch-Pommern wurde in Loitz im 19. Jahrhundert ein Königlich Preußisches Amtsgericht angesiedelt, das zum 1879 gegründeten Oberlandesgerichtsbezirk Stettin und zum Landgericht Greifswald gehörte. Wohl Anfang der 1920er Jahre wurde das Gericht nach Grimmen verlegt.
Das zweigeschossige verklinkerte, historisierende Bauwerk mit einem Mezzaningeschoss entstand 1878/79 auf dem früheren Stadthof. Es diente als Schule und Kinderhort. Im Jahre 1992 zog das Amt Peenetal in das Haus.